# Shenxian Chi
Shenxian Chi (chinesisch 神仙池 Tümpel der Unsterblichkeit) ist ein kleiner See an der Ingrid-Christensen-Küste des ostantarktischen Prinzessin-Elisabeth-Lands. Er liegt nördlich des Poyang Hu im Nordosten der Halbinsel Stornes in den Larsemann Hills.
Chinesische Wissenschaftler benannten ihn 1993 im Zuge von Vermessungs- und Kartierungsarbeiten.